# شهروند خبرنگار

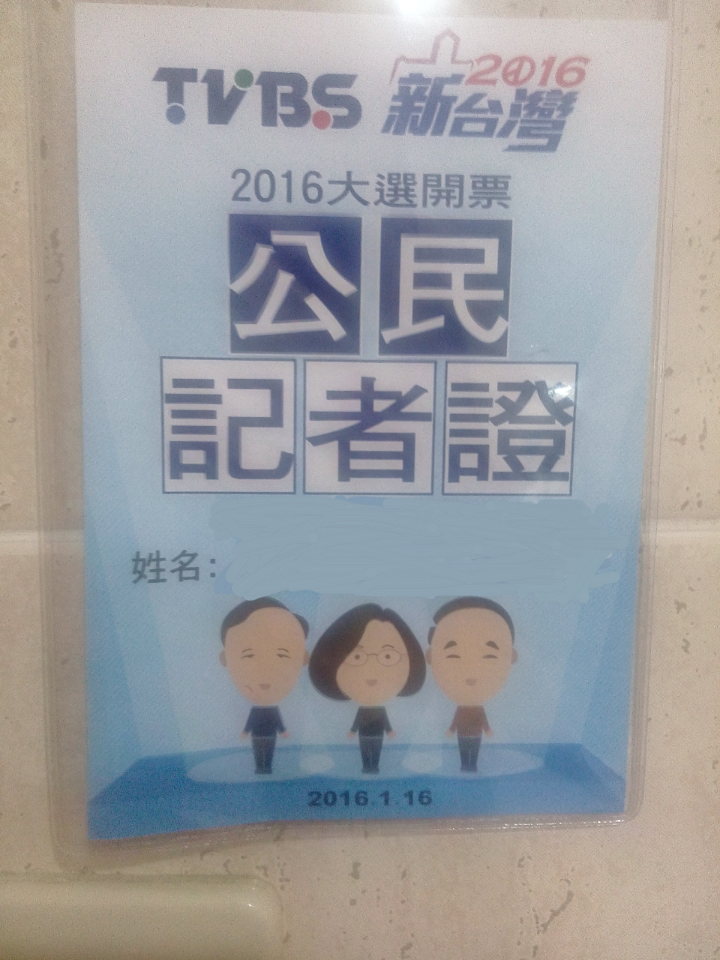
شهروند خبرنگار

شهروند خبرنگار شهروندانِ معمولیِ یک جامعه هستند که در فرایندِ جمع‌آوری، گزارش، تحلیل و انتشارِ اخبار و اطلاعات در جامعه، نقشِ فعالی بازی می‌کنند.
در سالهای اخیر پس از گسترش فرهنگ دیجیتال، اینترنت، تلفن‌های همراه دوربین‌دار و دوربین‌های دیجیتال همچنین شبکه‌های اجتماعی بسیاری از شهروندان عادی با تصویر برداری و عکاسی از وقایع پیرامون‌شان و انتشار آن در سطح اینترنت و شبکه‌های اجتماعی فرهنگ جدیدی به عنوان شهروند خبرنگار را پدیدآوردند. این واژه به هنگام وقایع پس از اعتراضات وال استریت و در جریان حرکت‌های جنبش اشغال وال استریت پدیدار شد و پس از آن در کشورهای همسایه و خاورمیانه در جریان وقایع بهار عربی نهادینه شد.

## نکات آموزشی تصویربرداری برای شهروند خبرنگاری
- به یاد داشته باشید گوشی تلفن همراه را در هنگام تصویربرداری به صورت افقی بگیرید؛ و هنگام فیلمبرداری، حتماً تلفن خود را ۹۰ درجه چرخانده و به حالت افقی (Landscape) فیلمبرداری کنید.
- به خاطر داشته باشید که هنگام گرفتن عکس یا فیلم، رعایت کنید و دستورها و قوانین را زیر پا نگذارید.
- قبل از فیلم‌برداری از تمیز بودن لنز مطمئن شوید.
- تنظیمات دوربین تلفن همراهِ خودرا، حتماً از پیش روی «کیفیت بالا» تنظیم کرده و قرار دهید.[۲][۳]

## برخورد با انتشار دهنده در نظام جمهوری اسلامی
بیشتر فیلم‌های منتشر شده در فضای مجازی از رفتارهای غیرقانونی ماموران امنیتی و مسئولان جمهوری اسلامی، به "دستگیری فیلمبردار و منتشر کننده فیلم" یا خبر منجر شده است.
پس از انتشار فیلمی از درگیری یک فرد روحانی با یک زن روستایی در روستای ششلو از توابع شهرستان لنگرود در فضای مجازی، سید هاشم میر حسینی دادستان عمومی و انقلاب شهرستان لنگرود از پیگیری مسئولان امنیتی برای شناسایی انتشار دهندگان تصویر این درگیری خبرداد.